# 生化危機 黑暗面編年史
《生化危機 黑暗面編年史》是卡普空製作發行的光枪射击游戏，最早於2009年11月17日在北美Wii平台發售，日本於2010年1月14日發售。2012年，本作和其前作《惡靈古堡 保護傘編年史》的高清化合集《生化危机编年史 HD合集》在PlayStation 3推出。

## 玩法
本作與惡靈古堡系列不同作品的情節是里昂在回憶時才會從《哈維爾作戰》切換至《失落城市的回憶》或《被遺忘的遊戲》。但全部的關卡破完後，玩家根據自己的喜好選擇不同章節遊玩。玩家在不同的章節會控制不同的主角，例如選擇《哈維爾作戰》就會控制里昂·S·甘乃迪（Leon Scott Kennedy）及傑克·克勞薩（Jack Krauser），選擇《被遺忘的遊戲》遊戲前半會控制克蕾兒·雷德菲爾（Claire Redfield）及史蒂夫·伯恩賽德（Steve Burnside），遊戲後半則會操作克蕾兒·雷德菲爾（Claire Redfield）及克里斯·雷德菲爾（Chris Redfield）。
本作與《惡靈古堡 保護傘編年史》一樣，也採第一人稱視點遊玩，並且可以由兩位玩家一齊遊玩，未達兩人時，另一方由電腦替代。彈藥雖然在任何狀況下都是共用的，但血量是分開的。在遊戲中可以獲得武器、彈藥、金錢，也可以用金錢強化自己所獲得的武器的威力或換彈速度。各關破壞東西、打死敵人所得到的總額以分數表示，每玩完一個小章節就會做個分數統計。
在隱藏要素中，可以玩所謂的「豆腐關卡」，也就是所有的殭屍都變成豆腐襲擊玩家，而玩家要想辦法生存。只要玩家達成過關評價S級，就有機會得到主角們的隱藏服裝。

## 故事
《黑暗面編年史》的故事基礎為惡靈古堡系列的歷史劇情和《黑暗面編年史》的獨創劇情。主要是補完《生化危機2》和《聖女密碼》的故事。
黑暗面編年史原創劇情
《哈維爾作戰》（Operation Javier），故事發生在2002年，也就是系列作《生化危機4》故事的兩年前。男主角里昂·S·甘乃迪（Leon Scott Kennedy）與他的戰友傑克·克勞薩（Jack Krauser）因為收到了保護傘公司的研究人員潛逃到南美洲的消息，而將在南美洲的一個小國家，執行他們的調查任務，更交待里昂與克勞薩其後為敵的原因。
惡靈古堡系列歷史劇情
《生化危機2》的內容，故事發生於1998年9月29日，剛當上警察的里昂·S·甘乃迪（Leon Scott Kennedy）與克蕾兒·雷德菲爾（Claire Redfield），在浣熊市展開他們的亡命之旅。
《生化危機 聖女密碼》的內容，1998年12月，為了尋找哥哥而前往保護傘公司巴黎分部進行調查的克蕾兒·雷德菲爾，不料卻被逮捕，移送到的洛克福特島（Rockford Island）刑務所監禁，她要與史蒂夫‧伯恩賽德（Steve Burnside）一起離開這與外界隔絕的地方。

### 角色

#### 哈維爾作戰（Operation Javier）
里昂·S·甘乃迪（Leon Scott Kennedy）
在這個遊戲則是由他作為核心人物帶出《惡靈古堡2》及《生化危機 聖女密碼》的詳細部分，在此篇將以特種部隊隊長身份與傑克·克勞薩（Jack Krauser）一起執行南美洲任務。
傑克·克勞薩（Jack Krauser）
美國陸軍特種部隊軍人，將與里昂在南美洲執行任務。起初對於生物兵器並不以為意，但在執行這次任務的期間想法漸漸改變。
哈維爾·赫達格（Javier Hidalgo）
里昂與克勞薩的任務目標，販毒集團神聖之蛇(Sacred Snakes)大毒梟，是個行為奢侈而聲名狼藉的人，情報顯示：保護傘公司的研究人員逃到他那裏，故里昂與克勞薩需要前往調查。
瑪努艾拉·赫達格（Manuela Hidalgo）
哈維爾·赫達格的女兒，由於哈維爾的妻子希爾妲與女兒瑪努艾拉都患了一種不治之症，為了救活他們母女兩，將T病毒(T-Virus)注射給他的妻子，而女兒則是注射聖女病毒（Veronica virus）以治療症狀。妻子一開始雖然有好轉但最後治療還是失敗甚至變異成怪物，所以為了不讓女兒步上後塵，而綁架許多跟瑪努艾拉血型、年齡相同的女子、並將她們分肢，接上瑪努艾拉突變的肢體。瑪努艾拉因受不了痛苦，而逃離她父親身邊，逃離時遇到了里昂與克勞薩，並引領他們到哈維爾的基地。

#### 失落城市的回憶（Memory of a Lost city）
里昂·S·甘乃迪（Leon Scott Kennedy）
1998年9月29日，當自己還是警察時的里昂，將與克蕾兒在浣熊市展開他們的亡命之旅。
克蕾兒·雷德菲爾（Claire Redfield）
為了尋找哥哥而被困在浣熊市的克蕾兒，將與里昂做一場永身難忘的噩夢。
艾達·王（Ada Wong）
艾達在次的任務是獲得G病毒樣本，但在潛入地下研究室時被雅妮·柏金發現，當雅妮要射殺艾達時，里昂出現幫她擋子彈，兩人也因此產生了微妙的感情
雪莉·柏金（Sherry Birkin）
威廉·柏金與雅妮·柏金的女兒，在T病毒外洩後，為了尋找父母，決定跑到警察局的地下研究室，在警察局遇到里昂與克蕾兒，於是三人一同到地下研究室。期間雪莉被威廉感染G病毒，但最後里昂與克蕾兒即時找到G抗體疫苗"Devil"替雪莉治癒。
威廉·柏金（William Birkin）
地下研究室的主任，同時也是開發出G病毒的人。病毒外洩後，保護傘安全部隊U.S.S（Umbrella Security Service）的4名隊員便潛入地下研究室，襲擊威廉博士並搶走G病毒樣本，威廉為了活命，將僅存的G病毒注入體內，雖然活下來了，但自己的身體也與G病毒合而為一，變成了失控的怪物。

#### 被遺忘的遊戲（Game of Oblivion）
克蕾兒·雷德菲爾（Claire Redfield）
1998年12月，浣熊市事件過後的三個月。為了尋找哥哥，克蕾兒偷偷潛入保護傘公司位於巴黎的分部進行調查，不料卻被逮捕，移送到的洛克福特島（Rockford Island）刑務所監禁，在島上克蕾兒遇見了史蒂夫·伯恩賽德，兩人將逃離這個與外界隔絕的地方。
史蒂夫·伯恩賽德（Steve Burnside）
史蒂夫的爸爸原本是保護傘公司的工作人員，但是他爸爸卻欲將保護傘公司的企業資料交給其他企業公司，最後消息走漏，因此史蒂夫的母親被殺害，而他和他的父親被移送到的洛克福特島。島上T病毒外洩，史蒂夫就遇到克蕾兒，兩人也開始了他們逃命之旅。
阿爾弗雷德·阿修佛德（Alfred Ashford）
洛克福島刑務所，這個刑務所長久以來都由阿修佛德家族（Ashford）所有，而阿爾弗雷德是現任的刑務所所長，以玩遊戲的方式阻止克蕾兒與史蒂夫逃出這座島。其後被擁有聖女病毒的艾莉西亞以「沒準時喚醒她」的原因所殺死。
艾莉西亞·阿修佛德（Alexia Ashford）
阿爾弗雷德的妹妹，在15年前的聖女病毒研究中扮演著要角的天才兒童，但卻於15年前英才早逝。事實上她為了能跟聖女病毒完美融合而需要在低溫培養槽裡沉睡15年。
克里斯·雷德菲爾（Chris Redfield）
克蕾兒曾在史蒂夫引導下找到電腦，她將她的位置座標及狀況傳送給里昂，而里昂則將此傳送給克蕾兒的哥哥克里斯，克里斯得知妹妹有難，當然由自己接下這個救援任務。克蕾兒與史蒂夫逃出洛克福島，但卻來到了南極，史蒂夫就在要坐上雪鏟車的時候被艾莉西亞抓走。所以遊戲後半部，克蕾兒的搭檔變成克里斯。
亞伯·威斯卡（Albert Wesker）
H.C.F.領導者，奉命取走聖女密碼的樣本，他在洛克福島時躲在暗處與克蕾兒與史蒂夫對話，在南極帶走了史蒂夫被病毒感染的遺體以萃取史蒂夫身上的聖女病毒，並用了S.T.A.R.S的小刀在牆壁上刻了“I won the game”（我贏了這場遊戲），最後克蕾兒與克里斯搭乘噴射機脫逃時，兩兄妹與威斯卡看對眼，之後就順利逃出南極。哈維爾得到的聖女病毒也就是威斯卡提供給他的。

## 外部連結
- （英文）《惡靈古堡 黑暗面編年史》官方網站
- （日語）《惡靈古堡 黑暗面編年史》官方網站 （页面存档备份，存于）